# Kuitun
Kuitun (en rus: Куйтун) és un poble de la República de Buriàtia, a Rússia, segons el cens del 2010 tenia 767 habitants.